# クリスティアン・テルリッツィ
クリスティアン・テルリッツィ（Christian Terlizzi, 1979年11月22日 - ）は、イタリア・ローマ出身の元同国代表サッカー選手。現役時代のポジションはDF（センターバック）。

## 経歴
ASロディジャーニのユースを経て、1996年にトップチームでデビューした。
2017年8月1日、セリエDのポリスポルティーヴァ・パチェーコ1976へ加入することが発表された。

## 代表歴
イタリア代表
- 2006年8月16日 - A代表初出場（親善試合）- クロアチア戦

## タイトル
テーラモ
- セリエC2 : 2001-02

パレルモ
- セリエB : 2003-04